# The Mad Capsule Markets
I The Mad Capsule Markets sono un gruppo musicale giapponese, formatosi a Yokohama nel 1985. La band è nota per la sua sperimentazione musicale, che miscela sapientemente punk rock, techno, musica elettronica, industrial, drum and bass e heavy metal.

## Storia del gruppo

### Berrie (1985 - 1990)
Nel 1985, ai tempi del liceo, il cantante Hiroshi Kyono e il chitarrista Minoru Kojima formano il gruppo punk Berrie, un anno dopo si aggiungono il bassista Takeshi Ueda e il batterista "Seto", incominciando così a esibirsi dal vivo. Il gruppo registra una demo autoprodotta di tre tracce intitolata Poison Revolution. La loro popolarità cresce col tempo nella scena underground giapponese, e nel 1990 hanno l'occasione di suonare come gruppo spalla ai Red Hot Chili Peppers. Qualche mese dopo "Seto" lascia la band e viene rimpiazzato da Motokatsu Miyagami, così nell'Aprile dello stesso anno i Berrie cambiano il loro nome in The Mad Capsule Market's.

### Gli inizi (1990-1996)
Nell'agosto del 1990 viene pubblicato il singolo Government Wall, ri-registrazione di una canzone presente nella demo dei Berrie, che anticipa l'album di debutto Humanity, uscito nell'Ottobre dello stesso anno sotto l'etichetta Insect Noise, di proprietà della band. Kojima lascia il gruppo, e viene rimpiazzato da Ai Ishigaki, già roadie ai tempi dei Berrie.
L'anno successivo, i The Mad Capsule Market's firmano per la major Victor Entertainment e registrano il loro secondo album P.O.P. Il sound del gruppo vira verso sonorità più hardcore e i testi vengono pesantemente censurati.
Dal 1992 incominciano le prime sperimentazioni musicali, inserendo vari campionamenti elettronici, come si può sentire nell'EP Capsule Soup e nel terzo full-length SPEAK!!!.
Nel 1994 esce MIX-ISM, album registrato in Inghilterra caratterizzato da sonorità ska e verso la fine dell'anno esce P-A-R-K, il primo disco ad essere distribuito negli Stati Uniti e ultimo disco punk del gruppo.
Nel 1996 infatti registrano e producono negli Stati Uniti 4 Plugs, settimo album della band che segna un radicale cambiamento nel sound dei The Mad Capsule Market's: lo stile vira verso il metal e il rap, complice anche il fatto che Takeshi Ueda comincia ad avere un ruolo principale nella composizione delle canzoni, Motokatsu suona assieme ad una drum-machine, e che il canto di Kyono diventa più aggressivo. Inoltre quasi tutti i testi sono scritti in inglese. Lo stesso anno esce The Mad Capsule Market's, un greatest hits contenente canzoni ri-registrate e remixate. Dopo questa release Ishigaki lascia il gruppo e viene rimpiazzato da TORUxxx, benché non verrà mai considerato come membro effettivo.

### Cambio di stile e riconoscimento internazionale (1997 - 2005)
Nel 1997 esce Digidogheadlock, naturale evoluzione di 4 Plugs, che introduce le prime due mascotte del gruppo: Pochi e Black Cyborn. L'album in questione attirerà l'attenzione di Alec Empire, frontman degli Atari Teenage Riot, che remixerà i singoli Crash Pow e Creature e li sceglierà come gruppo spalla in tour. Verranno pure invitati a New York al CMJ Festival per la promozione americana del disco.
Nel 1999 esce OSC-DIS (Oscillator In Distortion), l'album più famoso del gruppo: il sound trova la giusta alchimia in un crossover composto da punk, metal e digital hardcore, forti dell'esperienza in tour con gli Atari Teenage Riot, e viene introdotta la mascotte White Crusher, consolidando un concept fantascientifico nato già ai tempi di Digidogheadlock che troverà spazio nei packing degli album e nei gadget allegati ai singoli. Quest'album segna infine un leggero cambiamento nella denominazione: da The Mad Capsule Market's il gruppo diventa The Mad Capsule Markets. Nel 2001 OSC-DIS esce nel resto del mondo, accompagnati dal singolo Pulse, che diventerà la canzone più popolare del gruppo, grazie anche al fatto che entrerà a far parte della colonna sonora di Tony Hawk's Pro Skater 3.
Lo stesso anno esce 010, il decimo album della band, commercializzato nel resto del mondo nel 2003. 010 viene segnato dal ritorno di Minoru Kojima, che registra le parti di chitarra, tuttavia sarà sempre TORUxxx a suonare dal vivo. Grazie alla rivista inglese Kerrang!, i The Mad Capsule Markets ottengono maggiore attenzione in Inghilterra, suonando in numerosi concerti. L'uscita di 010, comunque, darà inizio ad un incessante e glorioso tour mondiale, e nel 2002 il gruppo pubblicherà 020120, cd/dvd dal vivo che testimonia la loro performance al Zepp Tokyo.
Nel 2004 esce l'ultimo album della band, CiSTm K0nFLiqT... (si pronuncia System Conflict), pubblicato in Europa dalla Gut Records nel 2005. Durante il tour inglese, TORUxxx lascia il gruppo, e viene rimpiazzato da Minoru Kojima. Lo stesso anno escono i greatest hits 1990-1996 e 1997-2004, che segnano la fine del contratto con la Victor/Invitation e l'inizio di uno nuovo sotto la Sony Music Japan.

### Separazione e futuro del gruppo (2006 - oggi)
Nel 31 marzo del 2006, tramite il sito ufficiale, Kyono, Takeshi e Motokatsu annunciano di mettere il gruppo in pausa a tempo indeterminato, in modo che ognuno possa sviluppare i propri progetti personali. Così Motokatsu entra a far parte del supergruppo giapponese Rally, Takeshi produce una linea di vestiti di nome Fuzz Rezz Zweep e fonda gli AA= (acronimo di All animals are equal), e Kyono si alterna tra DJ set e la sua nuova band Wagdug Futuristic Unity, nome derivato dalla sua linea di vestiti.

## Formazione

### Formazione attuale
- Hiroshi Kyono - voce
- Takeshi Ueda - basso
- Motokatsu Miyagami - batteria

### Ex componenti
- "Seto" - batteria (ai tempi dei Berrie)
- Minoru Kojima - chitarra
- Ai Ishigaki - chitarra
- TORUxxx - chitarra

## Discografia

### Album studio
- 1990 - Humanity
- 1991 - P.O.P
- 1992 - Capsule Soup
- 1992 - SPEAK!!!
- 1994 - MIX-ISM
- 1994 - P-A-R-K
- 1996 - 4 Plugs
- 1997 - Digidogheadlock
- 1999 - OSC-DIS
- 2001 - 010
- 2004 - CiSTm K0nFLiqT...

### Live
- 2002 - 020120

### Raccolte
- 1994 - Gichi-Early Singles Collection
- 1996 - The Mad Capsule Market's
- 2005 - 1990-1996
- 2005 - 1997-2004